# Vịnh Massachusetts
Vịnh Massachusetts là một vịnh nằm trong biển Atlantic ở Hoa Kỳ, và là một phần của vịnh Maine. Nó kéo dài từ phía Bắc Cape Ann đến phía Nam Plymouth Harbor, khoảng cách giữa hai nơi chừng 42 dặm (68 km). Bờ biển phía Bắc và phía Nam của vịnh đều thông qua lối vào cảng Boston.
Bờ biển phía Bắc thường có  đá, bờ ở phía Nam thấp hơn  và chủ yếu có sa mạc, đầm lầy. Dọc theo bờ có các mũi đất nhô ra biển, đằng xa thường là những hòn đảo nhỏ trong vịnh.